# Aphytis notialis
Aphytis notialis is een vliesvleugelig insect uit de familie Aphelinidae. De wetenschappelijke naam is voor het eerst geldig gepubliceerd in 1965 door De Santis.